# Wkładka domaciczna
Wkładka wewnątrzmaciczna  (wewnątrzmaciczna wkładka antykoncepcyjna, spiralka domaciczna, ang. Intra Uterine Device, IUD) – środek antykoncepcyjny przeznaczony do umieszczenia w macicy w ostatni dzień krwawienia miesiączkowego. Ocenia się, że na świecie, głównie w krajach wysoko rozwiniętych, stosuje go ok. 160 milionów kobiet. Wkładka jest skuteczna przez wszystkie dni cyklu miesięcznego i zależnie od typu może pełnić swą funkcję od roku do 5, a nawet do 12 lat (Coopper T380A). Skuteczność wkładek mierzona wskaźnikiem Pearla utrzymuje się poniżej 1.

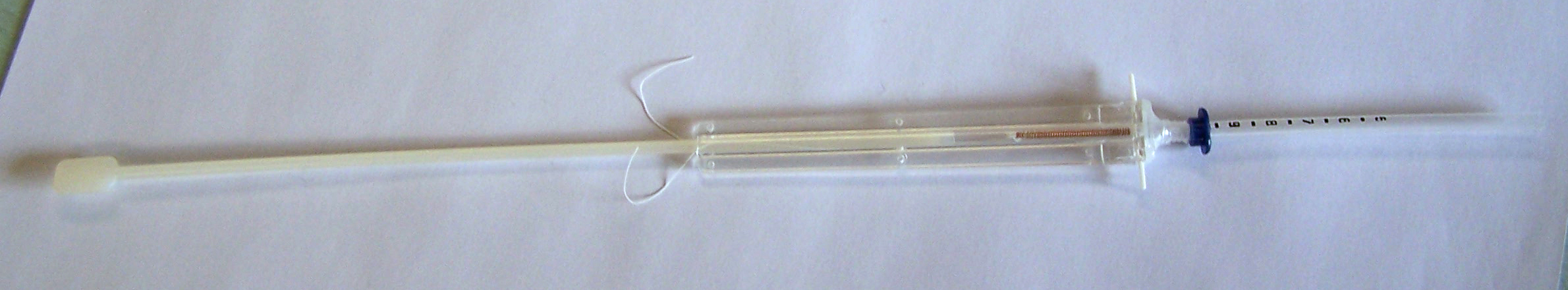
Sterylny aplikator z założoną do wnętrza wkładką

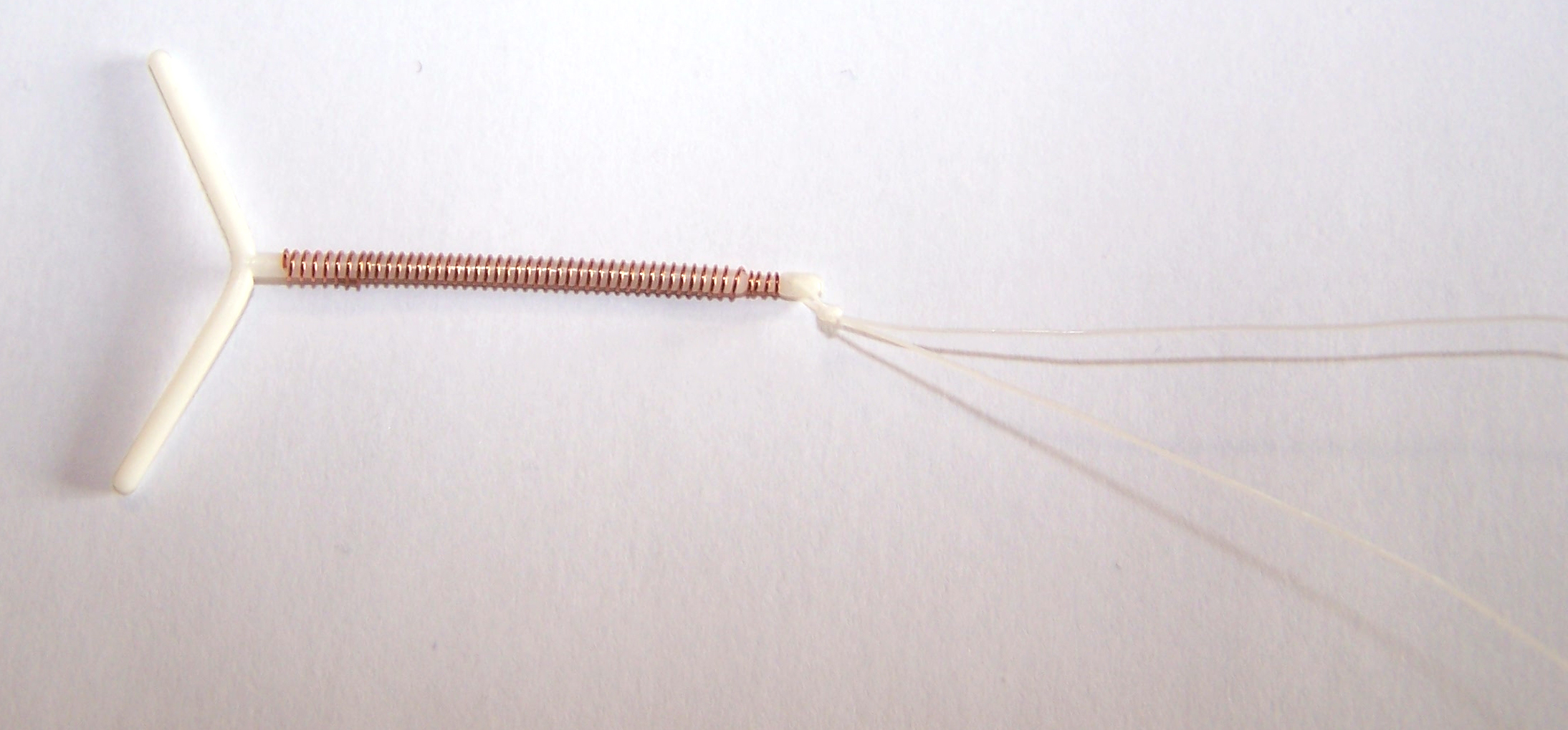
Wkładka typu T z miedzią jako substancją aktywną

## Historia
Początkowo wkładkę wewnątrzmaciczną stosowano w celu leczenia tyłozgięcia macicy, a tym samym jako środek wspomagający zapłodnienie. Mimo że po zastosowaniu wkładki macica przyjmowała korzystniejsze położenie, ilość zapłodnień wcale nie rosła. Świadomie jako środek antykoncepcyjny wkładkę zastosowano w 1880. Był to przedmiot metalowy, ostry, łatwo powodujący perforacje macicy. Dopiero w 1909 R. Richter oraz Ernst Gräfenberg zaczęli stosować różnego rodzaju i kształtu wkładki, wykonywane przez siebie z różnych materiałów (były to kółka z metali nierdzewnych oraz wkładki z catgutu, a później z silkwormu. W latach 20. i 30. XX wieku metoda ta (tzw. pesaria) nabrała pewnej popularności.
Przełomem okazały się wkładki zastosowane w 1959 przez Oppenheimera, a w Japonii przez Tenrei Otę (tzw. pierścień Ota - początkowo z metalu, a wkrótce z tworzywa sztucznego). Stosowane przez nich wkładki były wtedy najskuteczniejsze spośród wszystkich innych metod, a ponadto nie wywoływały stanów zapalnych, nadmiernych krwawień itp. drastycznych efektów ubocznych. Ich wkładki, podobnie jak obecnie stosowane, były zaopatrzone w nitkę wystającą do pochwy, umożliwiającą łatwe ich usuwanie. Pomysłodawcą owej nitki był J. Lippes, twórca tzw. pętli Lippesa oraz inicjator użycia związków baru jako kontrastu. W 1969 Jaime Zipper a później Howard Tatum donieśli o dużej skuteczności wkładek z elementami owiniętymi drucikiem miedzianym. Dało to początek aktywnym wkładkom domacicznym.

## Aktywne wkładki wewnątrzmaciczne - działanie

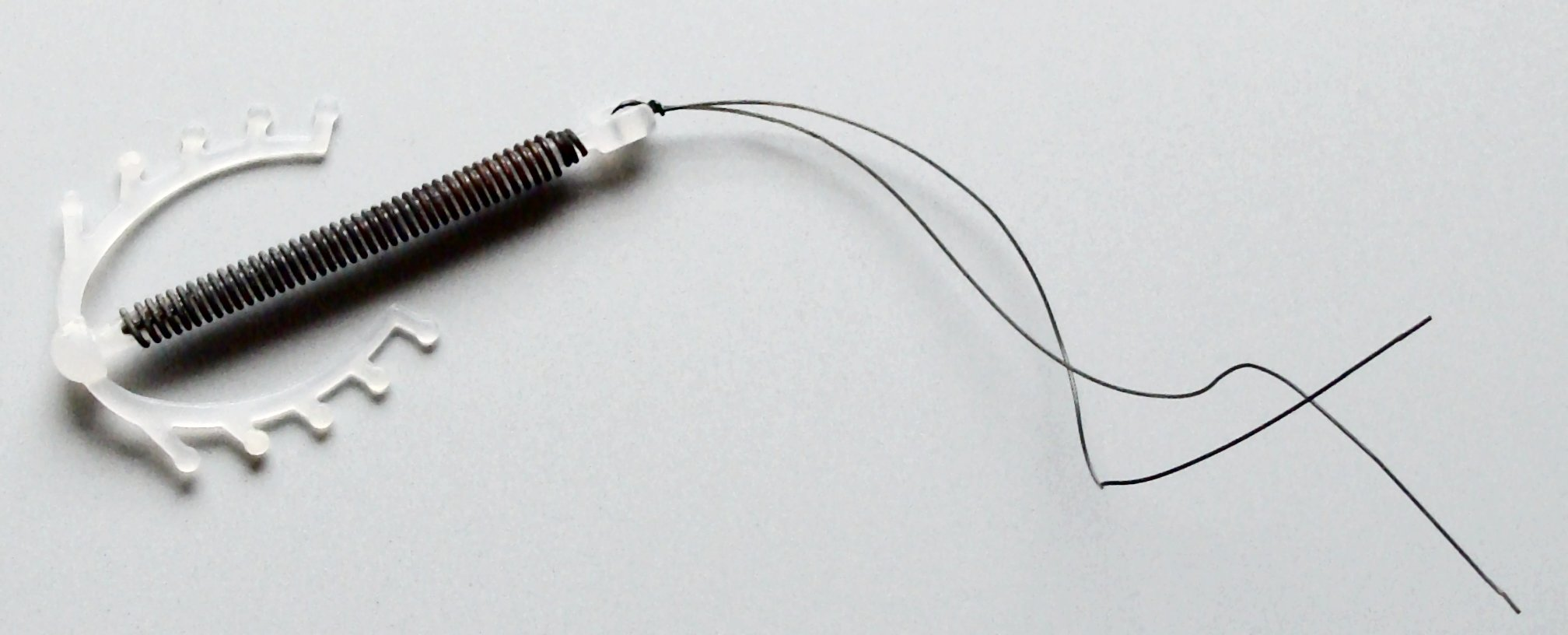
Multiload CU-250, wkładka nie ma tendencji do wypadania mimo luźnego, nierozpychającego, umiejscowienia w macicy. Okres działania 3 lata.

Współczesne wkładki wewnątrzmaciczne produkowane są z elastycznego plastiku w wielu konfiguracjach przestrzennych, dopasowanych do światła macicy. Wszystkie też są aktywne, to znaczy zawierają jakiś czynnik zwiększający ich skuteczność. Najczęściej tym czynnikiem jest miedź, która gromadzi się w śluzie szyjki macicy upośledzając przemiany energetyczne glikogenu w komórce plemnika oraz w śluzówce macicy (endometrium) i zmienia jej właściwości, zapobiegając zapłodnieniu jaja. Uwalniana miedź wspomaga i rozszerza obszar działania wkładki obojętnej (obecnie praktycznie już nie używanej), działającej podobnie, ale tylko w okolicach miejsc jej styku ze śluzówką. Inne doniesienia mówią, że na skutek obecności wkładki komórka jajowa, zamiast przebywać w jajowodzie około 3 dni, trafia do macicy po kilkunastu godzinach, co wyklucza synchronizację faz. Mimo wielu badań zjawisko nie jest do końca wyjaśnione. Stosuje się też wkładki ze stopniowo uwalnianym progesteronem – hormonem mającym wpływ na stan śluzu w szyjce macicy i uniemożliwiającym przenikanie plemników do wnętrza. Wkładki z progesteronem działają około roku, wkładki z miedzią o wiele dłużej, średnio od trzech do pięciu lat. W nazwie Coopper T380A liczba 380 informuje, że urządzenie ma 380 mm² aktywnej powierzchni miedzianej, zaś litera T określa kształt wkładki (tu typu „T”). Oprócz miedzi czasami stosuje się też inne metale - osobno lub w połączeniu z miedzią, głównie cynk oraz srebro.
Wkładki mają kilka niezależnych sposobów działania:
- drażniące działanie wkładki powoduje zmianę konsystencji śluzu, co spowalnia ruch plemników;
- jony miedzi działają plemnikobójczo;
- obecność wkładki utrudnia przemieszczanie się plemników i jaja;
- jako ciało obce wkładka wywołuje niewielki stan zapalny w macicy (jałowy, bez obecności bakterii), co zmniejsza możliwość prawidłowego zapłodnienia jaja przez plemnikobójcze działanie leukocytów

Odsetki udanych ciąż (rozumianych jako zaczynających się od zagnieżdżenia zarodka) są kilka procent mniejsze w przypadku kobiet w przeszłości używających antykoncepcję hormonalną (antykoncepcja ustna, wkładki domaciczne, implanty, zastrzyki antykoncepcyjne) co u kobiet tego nie robiących. IUD stosowana jako antykoncepcja długoterminowa po części zapobiega zapłodnieniu zarodka.

## Możliwe działania niepożądane
- Założenie wkładki może w niektórych przypadkach znacznie zwiększyć krwawienie miesiączkowe. Czasami występują niewielkie krwawienia w połowie cyklu. Objawy te zwykle ustępują po 2-3 cyklach. W niektórych przypadkach jednak wskazane jest usunięcie wkładki.
- Zbyt duże lub nieprawidłowo położone wkładki mogą powodować bóle. Nieustępujące bóle (po założeniu wkładki ból może utrzymywać się ok. doby) są wskazaniem do ich usunięcia.
- U 3-5 proc. kobiet, zwłaszcza w pierwszych 3 miesiącach stosowania może dojść do całkowitego lub częściowego wypadnięcia wkładki. W pierwszym wypadku wystąpi całkowity brak działania antykoncepcyjnego a w drugim efekt będzie zmniejszony ze zwiększonym prawdopodobieństwem wystąpienia zakażeń. Umiejscowienie wkładki łatwo ustalić w gabinecie dzięki napylonemu na powierzchnię wkładki siarczanowi baru. Prawidłowe ułożenie i obecność wkładki może również badać sama kobieta wyczuwając nitki lub wystającą z szyjki macicy wkładkę (nieprawidłowa sytuacja). Wypadnięcia zdarzają się najczęściej podczas miesiączki, więc wkładkę można zauważyć na podpasce. Podczas używania wkładki nie zaleca się stosowania tamponów.
- W ciągu pierwszych 2 tygodni od założenia wkładki może dochodzić do reakcji zapalnych, zwykle ustępujących samoistnie. Miedź działa antybakteryjnie więc wspomaga naturalne procesy obronne organizmu.
- Całkowite lub częściowe wypadnięcie wkładki może skutkować ciążą. W takich przypadkach zaleca się usunięcie wkładki, co może jednak skończyć się samoistnym poronieniem. W przypadku donoszonych ciąż z wkładką nie zaobserwowano efektów ubocznych – wkładka wypadała razem z łożyskiem.
- U części kobiet zdarzają się ciąże pozamaciczne, wkładka przed nimi nie chroni.

## Przeciwwskazania
- stany zapalne narządów rodnych (nawet wyleczone), mięśniaki macicy, nadżerki, obfite krwawienia i wszelkie tego typu nieprawidłowości wymagające leczenia - są one często wykrywane przy badaniu ginekologicznym wymaganym przed złożeniem wkładki;
- niedokrwistość, braki żelaza i niski poziom hemoglobiny, wysoki OB
- nie stosuje się w przypadku już zaistniałej ciąży;
- nie zaleca się pacjentkom z naturalną skłonnością do poronień (duże prawdopodobieństwo wypadnięcia wkładki);
- w przypadku wad wrodzonych lub nietypowej budowy macicy (współczesne wkładki fabryki produkują w standardowych kształtach i wielkościach);
- nie zaleca się stosowania wkładki u kobiet, które jeszcze nie rodziły, ze względu na niewielkie rozwarcie szyjki macicy. Młode kobiety są bardziej płodne, a równocześnie trudniej dla nich dobrać odpowiednich rozmiarów i typu wkładkę. Wskaźnik Pearla dla kobiet starszych jest korzystniejszy. Ponadto skuteczność metody rośnie wraz z długością jej stosowania. Najmniejsza jest w pierwszych miesiącach (brak odpowiedniej koncentracji miedzi). W tym czasie niektórzy lekarze zalecają dodatkowe stosowanie pianek lub kremów plemnikobójczych.

Wkładki zastosowane zgodnie z zaleceniami u zdrowych kobiet nie powodują żadnych efektów ubocznych, zwłaszcza nie są czynnikiem stymulującym powstawanie raka ani różnego rodzaju nadżerek, zapaleń itp., wykrywalnych metodami cytologicznymi. Jedynie statystycznie znacząco rośnie prawdopodobieństwo wystąpienia promienicy (prawdopodobnie na skutek wystających do pochwy nici i lokalnie większej dostępności glikogenu).

## Założenie wkładki
Założenie wkładki powinno być poprzedzone badaniem wykluczającym przypadki wymienione w przeciwwskazaniach. Wkładkę zakłada się w ostatnim dniu krwawienia miesiączkowego kiedy układ rozrodczy w sposób naturalny ma podwyższoną odporność na zakażenia a wejście do macicy jest rozszerzone. Wkładka jest elastyczna, łatwo można ją wcisnąć w aplikator a po włożeniu do macicy wypchnąć przy pomocy tłoczka. W macicy zwykle przyjmuje ona właściwy sobie kształt i położenie. Wystające na zewnątrz nitki (z polietylenu) przycina się do długości 2–3 cm. Po około tygodniu dokonuje się sprawdzenia umiejscowienia wkładki oraz wywiadu co do samopoczucia kobiety. Następne badanie powinno wykonać się po kolejnej miesiączce - sprawdza się czy wkładka nie wypadła i czy krwawienie nie jest nadmierne. Jeśli wszystko jest w porządku, kolejne badania są wykonywane po półroczu a następne raz w roku (decyduje lekarz prowadzący). Coroczne badania są zalecane każdej kobiecie w trosce o jej zdrowie bez względu na to jaką metodę antykoncepcji stosuje, nawet jeśli nie stosuje żadnej.

## Usuwanie wkładki
Każda wkładka ma przez producenta określony czas stosowania, którego nie należy przekraczać. Po wyznaczonym okresie kończy się działanie środka aktywnego, zmniejsza się elastyczność wkładki, istnieje możliwość urwania się nitek itp. itd. Wkładkę można usunąć w dowolnym dniu cyklu lecz zalecane jest zrobienie tego w ostatnim dniu miesiączki (z przyczyn podanych wyżej), co dodatkowo zapobiega możliwości wystąpienia niechcianej ciąży. Przy usuwaniu wkładki w innych terminach należy pamiętać, aby powstrzymać się od współżycia na 3-4 dni przed planowanym wyjęciem wkładki. Po miesiącu przerwy (wykonuje się wtedy badania ogólne) można założyć kolejną wkładkę. W przypadku zarażenia rzeżączką wkładkę należy bezwzględnie usunąć.

## Stosunek religii do wkładki
Kościół katolicki nie uznaje wkładki domacicznej jako środka antykoncepcyjnego, ale jako środek abortywny, wczesnoporonny, który nie dopuszcza do zagnieżdżenia się zarodka w macicy. Świadkowie Jehowy uważają, że stosowanie wkładki wewnątrzmacicznej zawierającej miedź lub wkładki uwalniającej hormon w macicy powinno być pozostawione osobistej decyzji. Przy jej podejmowaniu mąż i żona powinni się upewnić, czy ich postępowanie będzie się podobało Bogu i czy pozwoli im zachować czyste sumienie. Nie dopuszczają natomiast do stosowanie innych rodzaju – rzadko już spotykanych – wkładek obojętnych (nieaktywnych), gdyż uważają, że polega na usunięciu zarodka z macicy oraz że po poczęciu nie dopuszcza do zagnieżdżenia się zarodka w macicy, aby mógł normalnie rozwijać się.